# Morgana King
Maria Grazia Morgana Messina (4 de junho de 1930 – 22 de março de 2018), mais conhecida como Morgana King, foi uma cantora de jazz e atriz americana. Ela começou uma carreira de cantora profissional aos dezesseis anos. Na casa dos vinte anos, ela estava cantando em uma boate de Greenwich Village quando foi reconhecida por seu fraseado e alcance vocal únicos, descritos como um alcance de contralto de quatro oitavas. Ela assinou contrato com uma gravadora e começou a gravar álbuns solo. Ela gravou dezenas de álbuns até o final dos anos 1990.
King teve sua estreia e papel de destaque no cinema como Carmela Corleone em The Godfather (1972) e The Godfather Part II (1974). Ela teve papéis em três filmes adicionais, incluindo sua última atuação em A Brooklyn State of Mind em 1997.
Ela foi casada duas vezes com outros músicos de jazz, primeiro com Tony Fruscella e depois com Willie Dennis. Morgana morreu em 22 de março de 2018, em Palm Springs, Califórnia.

## Juventude
King nasceu Maria Grazia Morgana Messina em Pleasantville, Nova Iorque. Seus pais eram de Fiumefreddo di Sicilia, Província de Catânia, Sicília, Itália. Ela cresceu na Cidade de Nova Iorque com cinco irmãos. Seu pai, dono de uma empresa de carvão e gelo, tocava piano e violão de ouvido. Sua família passou por um período financeiro difícil após a morte de seu pai.
Por volta dos treze anos, seus dons vocais foram reconhecidos quando ela foi ouvida cantando a ária "I'll See You Again" da opereta Bitter Sweet de Noël Coward. Aos 16 anos ela desenvolveu um amor por big bands. Uma bolsa de estudos para a Metropolitan School of Music logo se seguiu.

## Estreia como cantora
Sua carreira profissional como cantora começou aos dezesseis anos como Morgana King. Quando ela cantou em uma boate de Greenwich Village em 1953, um executivo de uma gravadora se interessou depois de ficar impressionado com o fraseado único e o alcance multi-oitavas. Três anos depois, em 1956, seu primeiro álbum, For You, For Me, For Evermore, foi lançado.

## Estreia no cinema
Na primeira aparição da Encyclopedia of Jazz de Leonard G. Feather (1960), Morgana King afirmou que sua ambição era "... tornar-se uma atriz dramática". Ela começou sua carreira de atriz em The Godfather, dirigido por Francis Ford Coppola, como Carmela Corleone, esposa de Don Vito Corleone. No filme ela cantou a música "Luna mezzo mare". King apareceu como ela mesma no documentário de televisão The Godfather: Behind the Scenes (1971). Ela reprisou o papel em The Godfather Part II (1974), onde sua personagem morre aos 62 anos, devido a causas naturais.

## Vida pessoal

### Relacionamentos e família
Morgana King se casou duas vezes. Seu primeiro casamento (quando ela tinha 17 anos) foi com o trompetista de jazz Tony Fruscella (1927–1969), que terminou em divórcio após nove anos; eles tiveram uma filha, Graysan (1950–2008). Durante o casamento, o casal frequentemente tinha "jantar de domingo com Charlie Parker e sua família".
Seu segundo casamento, em 1961, foi com o trombonista de jazz Willie Dennis (nascido William DeBerardinis; 1926–1965), que ela conheceu durante uma visita noturna ao Birdland Jazz Club onde ela foi para ouça o grupo de Sam Donahue. Ele se apresentou com Gerry Mulligan e Charles Mingus e gravou o lançamento do álbum de 1953, Four Trombones na gravadora de Mingus, Debut Records. Ele fez extensas turnês com Benny Goodman, Woody Herman  e Buddy Rich.
Ela viajou para o Brasil com Dennis para experimentar esse "novo" estilo musical quando ele excursionou com Rich em 1960. Ela disse que a experiência foi "uma introdução a mim mesma". Sua estreita colaboração foi repentinamente interrompida em 1965 com sua morte em um acidente automobilístico no Central Park de Nova Iorque. It's a Quiet Thing (Reprise, 1965) é um memorial para ele.
Após a morte de Dennis, King mudou-se e viveu por mais de duas décadas em Malibu, Califórnia. Ela aceitou a oferta de Frank Sinatra para gravar três álbuns em sua gravadora Reprise Records (It's a Quiet Thing (1965), Wild Is Love (1966) e Gemini Changes (1967).

### Morte
King era dona de um condomínio em Palm Springs, Califórnia. Ela morreu de linfoma não Hodgkin em Palm Springs em 22 de março de 2018 aos 87 anos.

## Filmografia
| Ano  | Título                                      | Personagem       | Notas                    |
| ---- | ------------------------------------------- | ---------------- | ------------------------ |
| 1972 | The Godfather                               | Carmela Corleone |                          |
| 1974 | The Godfather Part II                       | Carmela Corleone |                          |
| 1978 | Nunzio                                      | Sra. Sabatino    |                          |
| 1987 | A Time to Remember, aka Miracle in a Manger | Mama Theresa     |                          |
| 1997 | A Brooklyn State of Mind                    | Tia Rose         | (último papel no cinema) |

| Ano  | Título                               | Personagem         | Notas |
| ---- | ------------------------------------ | ------------------ | --- |
| 1964 | The Andy Williams Show               | Show de variedades | Apresentou "Corcovado" com Andy Williams (sn 2, ep 4).                                                                               |
| 1964 | The Hollywood Palace                 | Show de variedades | Apresentou "A Taste of Honey (sn 3, ep 6)"                                                                                           |
| 1965 | The Mike Douglas Show                | Talk show          | Ela mesma (sn 4, ep 28) |
| 1966 | The Hollywood Palace                 | Show de variedades | Ela mesma (sn 4, ep 3) |
| 1966 | The Hollywood Palace                 | Show de variedades | Ela mesma (sn 4, ep 7) |
| 1966 | The Dean Martin Show                 | Show de variedades | Apresentou "Mountain High, Valley Low". Também apresentou "Loch Lomond" e "Goodnight, Irene" com Dean Martin. (sn 1, ep 27)          |
| 1967 | The Mike Douglas Show                | Talk show          | Ela mesma (sn 5, ep 87) |
| 1968 | The Rosey Grier Show                 | Talk show          | Ela mesma |
| 1968 | The Pat Boone Show                   | Show de variedades | Ela mesma |
| 1968 | The Woody Woodbury Show              | Talk show          | Ela mesma |
| 1968 | The Dean Martin Show                 | Show de variedades | Apresentou "I Have Loved Me A Man". Também apresentou "So Long", "Now Is The Hour" e "Auld Lang Syne" com Dean Martin. (sn 3, ep 29) |
| 1968 | The Dean Martin Show                 | Show de variedades | Apresentou "When The World Was Young" (sn 4, ep 8)                                                                                   |
| 1969 | Playboy After Dark                   | Show de variedades | Ela mesma (sn 1, eps 3 & 12) |
| 1970 | The David Frost Show                 | Talk show          | Ela mesma |
| 1971 | The Godfather: Behind the Scenes     | Documentário       | Ela mesma |
| 1971 | The Mike Douglas Show                | Talk show          | Ela mesma (sn 9, ep 114) |
| 1971 | The Virginia Graham Show             | Talk show          | Ela mesma |
| 1972 | The David Frost Show                 | Talk show          | Ela mesma (sn 4, ep 130) |
| 1972 | The Virginia Graham Show             | Talk show          | Ela mesma |
| 1972 | The Mike Douglas Show                | Talk show          | Ela mesma (sn 10, ep 105) |
| 1972 | The Mike Douglas Show                | Talk show          | Ela mesma (sn 10, ep 165) |
| 1973 | The Mike Douglas Show                | Talk show          | Ela mesma (sn 10, ep 170) |
| 1974 | The Mike Douglas Show                | Talk show          | Ela mesma |
| 1976 | John P. St. John: Thicker Than Blood | Série              | Zoe Pappas |
| 1977 | The Godfather Saga                   | Minissérie         | Mama Corleone (ep números 1.1 a 1.4)                                                                                                 |
| 1985 | Deadly Intentions                    | Telefilme          | Anna Livanos |
| 1993 | All My Children                      | Soap opera         | Promotional title "The Summer of Seduction" Mrs. Manganaro                                                                           |

## Videografia
| Ano  | Título                                                                  | Formato                                                                                                 | Disponível |
| ---- | ----------------------------------------------------------------------- | --- | ---------- |
| 1992 | The Godfather Trilogy: 1901–1980                                        | Arquivo de filmagem                                                                                     | Não        |
| 2001 | Gordon Willis on Cinematography (Sem créditos: Carmela Corleone)        | Arquivo de filmagem                                                                                     | Não        |
| 2004 | The Godfather: Widescreen Edition                                       | DVD | Sim        |
| 2004 | The Godfather Part II (1974): Panorâmico; Dublado; Remasterizado        | DVD | Sim        |
| 2005 | A Tribute To Billie Holiday: Recorded Live At the Hollywood Bowl (1979) | DVD: Entrevista e performances de Morgana King: "Easy Living", As Time Goes By" e "God Bless the Child" | Não        |
| 2005 | A Brooklyn State of Mind                                                | DVD | Sim        |
| 2005 | A Brooklyn State of Mind                                                | DVD | Sim        |
| 2006 | The Godfather Part II: Restored                                         | DVD | Sim        |
| 2008 | The Godfather: The Coppola Restoration                                  | DVD | Sim        |
| 2008 | The Godfather: Restored Trilogy                                         | BD, DVD                                                                                                 | Sim        |